# 神西元通
神西 元通（じんざい もとみち）は、戦国時代から安土桃山時代にかけての武将。尼子氏の家臣。尼子十旗神西城主。

## 生涯
神西氏は、武蔵七党の小野氏を祖とし、鎌倉時代に小野高通が鎌倉幕府から地頭職を任ぜられて出雲国神門郡の神西へと下向したのが始まりとされ、神西庄波賀佐村・久村・清松村を領していたとされている。その後、美作国に4,660石加増されている。
出雲の戦国大名尼子氏に足軽大将として仕えた。永禄6年（1563年）に毛利氏による出雲侵攻に対し降伏。永禄9年（1566年）に月山富田城は落城し、戦国大名としての尼子氏が滅亡する。元通は本領ではなく伯耆国末石城主に任命されている。
永禄12年（1569年）、目賀田幸宣らの尼子旧臣が反乱を決意し、これに山中幸盛が擁する新宮党遺児である尼子勝久を中心として尼子再興軍を結成すると、山中の誘いに乗った元通は毛利家から目付として付けられていた中原就久を討ち尼子再興軍に参加。元亀元年（1570年）に、毛利輝元率いる毛利軍と、山中幸盛を大将とする布部山の戦いにて再興軍は敗走し、共に京へと逃亡した。
天正5年（1577年）、尼子再興軍は毛利攻めをする織田氏の家臣・羽柴秀吉の配下に加わり、播磨国上月城へと入城する。これに対して毛利氏が6万という大軍を率いて上月城を包囲。この軍勢に劣勢な秀吉は救援を送れぬまま、別所長治の三木城攻めへと転進した。遂に救援の望みを絶たれた尼子再興軍は尼子一族の自害と引き換えに城兵助命し、上月城を開城することになった。
天正6年（1578年）、尼子勝久以下の尼子一族と共に自害。主君であった勝久と同じく、元通の供養塔が上月城に今でも残っている。
子と推測される神西又三郎は、小早川隆景に仕えて、その偏諱を賜って神西景通と名乗った。小早川隆景の死後は毛利家に仕えて、文禄・慶長の役にも従軍。慶長15年（1610年）に没している。